# Gian Domenico Petroni
Gian Domenico Petroni (Bari, 5 luglio 1838 – Bari, 19 giugno 1908) è stato un avvocato e politico italiano.

## Biografia
Fu deputato al Parlamento Nazionale del Regno d'Italia, giurista e sindaco di Bari, leader cittadino dei progressisti.